# Касидол
Касидол (на сръбски: Касидол или Kasidol) е село в Сърбия, община Град Пожаревац, Браничевски окръг. През 2002 година селото има 744 жители, от които: 727 сърби, 5 румънци, 4 цигани, 1 българин.
През 2011 г. населението е 575 жители.

## Личности
Родени в Касидол
- Драгана Миркович (р. 1968), попфолк певица
- Аница Миленкович (р. 1978), попфолк певица